# Percy Humphrey

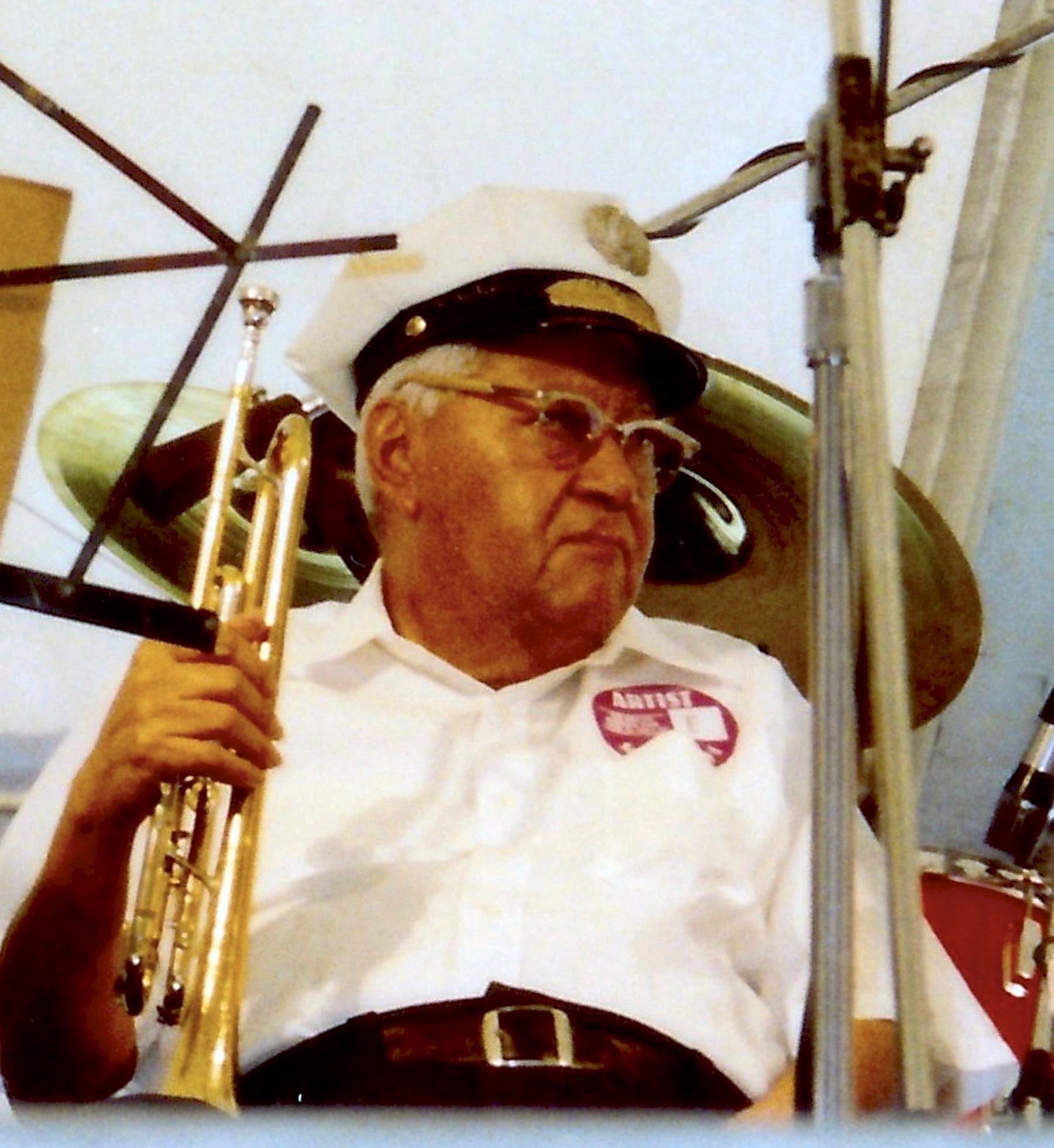
Humphrey auf dem New Orleans Jazz & Heritage Festival mit der Eagle Brass Band

Percy Humphrey (*  13. Januar 1905 in New Orleans; † 22. Juli 1995 ebenda) war ein US-amerikanischer Jazztrompeter, Bandleader des New Orleans Jazz und Dixieland.
Sein Vater ist der Klarinettist Willie Eli Humphrey, seine Brüder der Klarinettist Willie Humphrey und der Posaunist Earl Humphrey (1902–1971). Sein Großvater „Professor“ Jim Humphrey fuhr in den 1890er Jahren regelmäßig von New Orleans auf die Plantagen der Umgebung, um Kindern Musikunterricht zu erteilen.
Er spielte von 1961 bis zu seinem Tod regelmäßig in der Preservation Hall und tourte weltweit mit dessen Musikern und eigener Band. Neben eigenen Bands (Crescent City Joymakers) war er dreißig Jahre lang Leiter der Eureka Brass Band (seit 1946, gegründet wurde sie 1920). Mit ihr nahm er häufig auf. 1975 wurde sie offiziell aufgelöst, von Humphrey aber bei Festivals wiederbelebt. Er spielte auch in den 1960er Jahren in der Band von Sweet Emma Barrett. Er tourte in Europa auch mit Ricardo Hansen. Noch wenige Monate vor seinem Tod spielte er 1995 auf dem New Orleans Jazz & Heritage Festival.
1951 bis 1953 spielte er mit George Lewis.
.